# كاي دالتون
كاي دالتون (بالإنجليزية: Kay Dalton)‏ هو لاعب كرة قدم أمريكية أمريكي، ولد في 4 مايو 1932 في مواب في الولايات المتحدة.